# Битва при Денене
Битва при Денене (фр. Bataille de Denain) произошла 24 июля 1712 в ходе Войны за испанское наследство. Армия  французского маршала де Виллара одержала победу над австрийскими и голландскими войсками под командованием Евгения Савойского.

## Предыстория
За 1710—1711 годы союзники значительно укрепили свои позиции в противостоянии с Францией. Испанские Нидерланды (Фландрия) была полностью оккупирована австрийцами и голландцами. Многие французские крепости здесь были захвачены. Франция попала в сложнейшее финансовое положение, государственный долг достиг астрономических размеров — правительство должно было сумму, равную годовому доходу на десятки лет вперёд.
В стане союзников также возникли трудности. Герцог Мальборо был обвинён в растратах и лишён должностей в 1712 году. В самой Англии начались сепаратные переговоры с французами о выходе из войны, британские войска получили приказ отсоединиться от имперской армии.
Евгений Савойский планировал в 1712 году окончательно взломать защитную линию французских крепостей на границе с Франдрией в так называемом "железном поясе" Вобана вдоль границ Франции. В случае победы 130-тысячной армии Савойского открывался путь на Париж.
При открытии кампании 1712 г. французская армия (около 108 тыс.) была расположена на левом берегу рек Скарп и Сенсе; против неё находилось левое крыло союзников, главные силы которых под командованием Евгения Савойского находились у Маршьена (всего 122 тыс. с 136 орудиями). Главнокомандующим французской армией был назначен маршал Виллар. Евгений Савойский планировал самые решительные действия, но своевременно разгаданная им двусмысленная политика его союзницы Великобритании заставила его принять более осторожный способ действий и заняться осадами второстепенных крепостей (Кенуа и Ландреси), овладение которыми не представляло особых затруднений, а между тем открывало доступ в плодородные, ещё не тронутые войною области. 4 июля Кенуа сдалась, а 17-го принц Ангальтский был командирован (33 батальона, 40 эскадронов) для осады Ландреси.

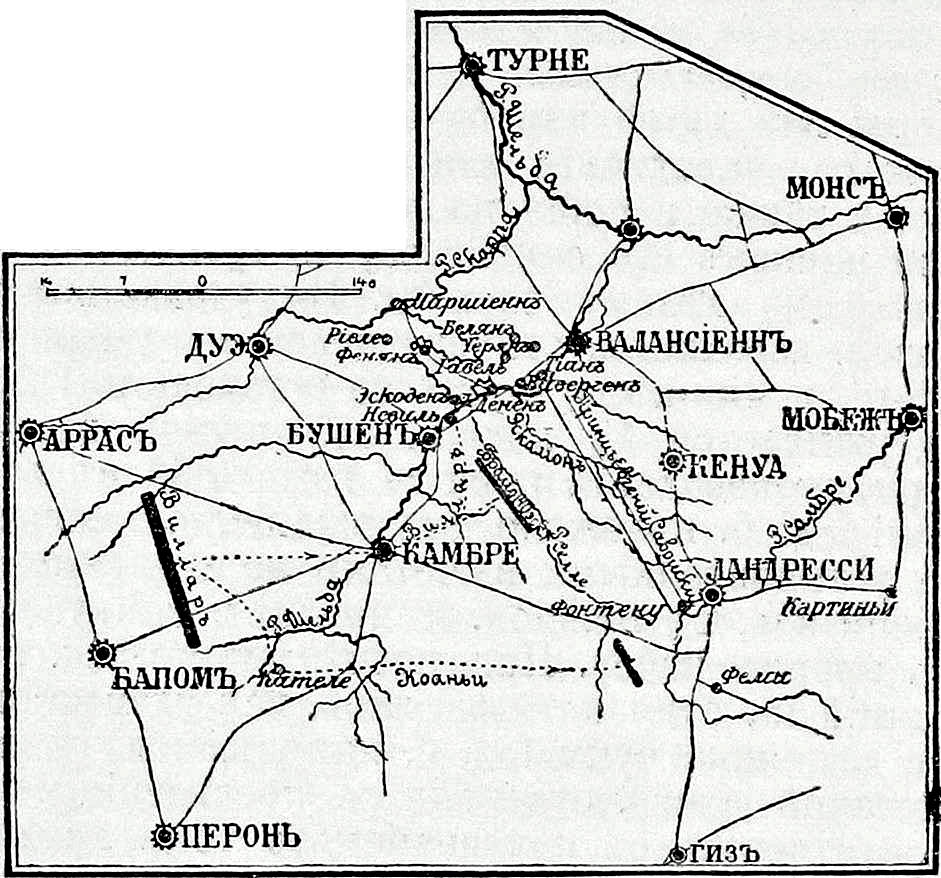
Театр военных действий
(Рисунок из статьи «Денен»;
«Военная энциклопедия Сытина»)

Сам Евгений с главными силами перешёл реку Эскалион (приток Шельды) и расположился впереди Ландреси для прикрытия осады, примыкая правым флангом к пунктам Денен и Валансьен, а левым — к Фонтену и Ландреси; фронт был прикрыт рекой Сель. Базой Евгения служил город Маршьен, пункт, весьма выгодный в экономическом отношении для торговых интересов голландцев (дешёвый сплав по рекам Лис и Шельда), но совершенно неудовлетворительный в отношении к указанному расположению армии от Денена до Фонтену, так как линия снабжения отходила не только от фланга, но к тому же подавалась ещё вперёд к неприятелю; следовательно, сообщения Евгения были совершенно открыты. Намерение его переменить операционную линию и перенести базу за центр расположения, в крепость Кенуа (чем достигалось бы обеспечение коммуникационной линии), встретило упорное сопротивление правительства Нидерландов.
Ввиду этого Евгений решил обеспечить свою операцию комбинацией тактических и фортификационных мер. Для этого он расположил стратегические резервы: в Маршьене — 4 тыс. и в Денене, пункте чрезвычайно важном (здесь сообщения пересекали реку Шельду), — 11 тыс.; кроме того, часть войск для обороны укреплённых линий и пунктов, которые состояли из укреплённого дененского лагеря и старинных линий, шедших от Вавергена, мимо Авлюи, Эрена и Беллена, и из вновь построенных двух линий, направлявшихся мимо Эскодена и Фенена до Рьеле. Эти заслоны должны были обеспечить безопасность сообщения с Маршьеном.
Таким образом, прикрывая осаду крепостей, Евгений растянул свою армию от Денена-Валансьена до Фонтенуа-Ландреси. При этом главный обоз, припасы и всё важное для войны и осад располагались в укреплённом лагере у Денена и в Маршьене.
18 июля маршал Виллар перешёл через Шельду у Камбре и Кателе. 20-го он рекогносцировал позицию неприятеля и выбрал для нанесения решающего удара самую чувствительную точку расположения Евгения, Денен, с целью прервать его коммуникации и вынудить к снятию осады Ландреси. Выбрав столь удачно пункт удара, Виллар обеспечил успех операции скрытностью и быстротою выполнения. С целью привлечь внимание Евгения к его левому флангу Виллар проложил колонные пути к реке Самбре и сам 22 июля направился к реке Сель, угрожая Ландреси; он выделил крупные силы кавалерии под командованием генерал-лейтенанта де Коаньи для демонстрации атаки имперских сил у Ландреси; в приказе он указал, что вечерняя заря 23-го есть сигнал для движения на Ландреси (о чём шпионами было передано тотчас Евгению); наконец, 23-го, в 5 часов вечера, генерал Брольи (40 эскадронов) был направлен к реке Сель для занятия всех переправ с целью не позволить неприятельским разъездам переходить реку и следить за движением французских войск.
Все эти распоряжения столь искусно замаскировали намерение Виллара, что Евгений большую часть сил стянул к левому флангу для прикрытия осады Ландреси. Одновременно с движением Брольи Виллар направил генерала Вьепона (30 батальонов и понтонный парк) к Невилю для устройства переправ через Шельду между Бушеном и Дененом. За ним следовал Альберготти (20 батальонов), а затем и вся армия 5-ю колоннами.

## Ход битвы

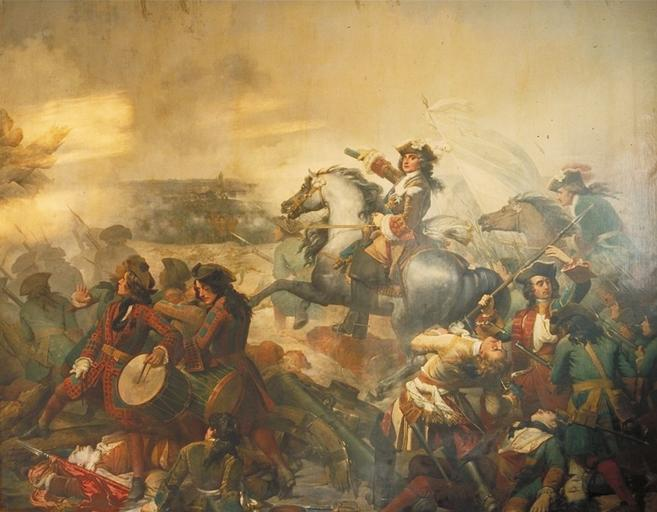
Раймон Монвуазен. «Битва при Денене» (1835). Музей изящных искусств Бордо 
24 июля в 8 часов утра Вьепон прибыл к Невилю и навёл 3 моста; вскоре сюда перешёл Брольи (40 эскадронов) и затем Виллар со всеми остальными войсками. Союзники были удивлены присутствием французов в этом секторе.
Французская конница, а за ней пехота, перейдя Шельду, овладели западной линией обороны австрийцев; одновременно комендант осаждённой французской крепости Валансьена произвёл нападение на восточной линии. Генерал Албемарл, узнав около 8 часов утра о наступлении французов, стянул для защиты дененского лагеря 10 батальонов и уведомил Евгения Савойского. Около 10 часов утра Евгений вышел с 14 батальонами на подкрепление. Но к этому времени укреплённые линии были уже заняты французами и подготавливалась атака лагеря.
Виллар построил пехоту в 8 колонн с интервалами в 200 шагов, а 6 батальонов и конницу оставил в резерве. Виллар лично стал во главе одной из колонн и повёл её на лагерь в Денене. Не сделав ни одного выстрела, войска подошли к укреплениям. В 13:00 сапёры с топорами в руках прорубили частокол, за ними пехота бросилась на противника, примкнув штыки. Защитники, обратившись в бегство по единственному мосту, обрушили его. 
Евгений, вышедший слишком поздно, попытался переправиться через Шельду в Пруви, чтобы спасти Албермарла. Под командованием принца Тингри французские полки прибыли в качестве подкрепления и сумели в течение нескольких часов отразить австрийские атаки; поэтому прибывшее подкрепление (14 батальонов) оставалось на правом берегу Шельды праздным зрителем уничтожения войск Албемарла на левом берегу (из 12 тыс. спаслось лишь около 4 тыс.). Наконец на закате дня французы взорвали мост, чтобы не допустить его попадания в руки союзников. Сам Албемарл и четыре генерала попали в плен; генералы граф Дона и граф Нассау были убиты.

## Результаты
Трофеями французов стали все 12 пушек в дененском лагере, 27 знамён и 33 штандарта. Их потери составили 136 офицеров и 2 тысяч солдат.
После этого Виллар овладел Маршьеном, потеря которого была настолько чувствительна для Евгения, что он снял осаду Ландреси и отступил через Монс к Турне. Виллар не преследовал разбитого неприятеля, и в этом заключается единственная его ошибка. Непосредственная причина поражения Евгения, помимо искусного ведения боя Вилларом, заключалась в превосходстве стратегического положения последнего, выразившегося во внезапном сосредоточении превосходящих сил в ключевой точке, в правильной постановке цели, выборе направления и в подготовке успеха операции скрытностью и быстротой.
Сражение при Денене стало последним крупным сражением в ходе Войны за испанское наследство и, по сути, предопределило её завершение.